# Gadira acerella
Gadira acerella là một loài bướm đêm trong họ Crambidae.